# Meet the Woggels!
"Meet the Woggels!" é o décimo sétimo episódio da sexta temporada da série de televisão de comédia de situação norte-americana 30 Rock, e o 120.° da série em geral. Teve o seu argumento escrito pelo co-produtor executivo Ron Weiner, e foi realizado por Linda Mendoza. A sua transmissão original ocorreu nos Estados Unidos na noite de 12 de Abril de 2012 nos Estados Unidos através da rede de televisão National Broadcasting Company (NBC). Dentre os artistas convidados, estão inclusos Elaine Stritch, Will Forte, Clarke Thorell, Mark Douglas, e Dante E. Clark. A actriz Rachel Maddow interpretou uma versão fictícia de si mesma.
No episódio, quando uma complicação de saúde culmina na internação hospitalar de Colleen Donaghy (interpretada por Stritch), mãe de Jack Donaghy (Alec Baldwin), Liz Lemon (Tina Fey) encoraja-o a partilhar os seus sentimentos antes que seja tarde de mais. Entretanto, Jenna Maroney (Jane Krakowski) inicia um relacionamento amoroso com o membro de um grupo musical para crianças, enquanto Tracy Jordan (Tracy Morgan) tenta convencer o seu filho a não se matricular na universidade.
Em geral, "Meet the Woggels!" foi recebido com opiniões mistas pela crítica especialista em televisão do horário nobre, que elogiou a paródia à banda infantil australiana The Wiggles mas criticou a participação de Stritch pela trama na qual a actriz foi envolvida. De acordo com os dados publicados pelo sistema de registo de audiências Nielsen Ratings, foi assistido por 2,98 milhões de telespectadores ao longo da sua transmissão original norte-americana, e foi-lhe atribuída a classificação de 1,4 e quatro no perfil demográfico dos telespectadores entre os dezoito aos 49 anos de idade.

## Produção

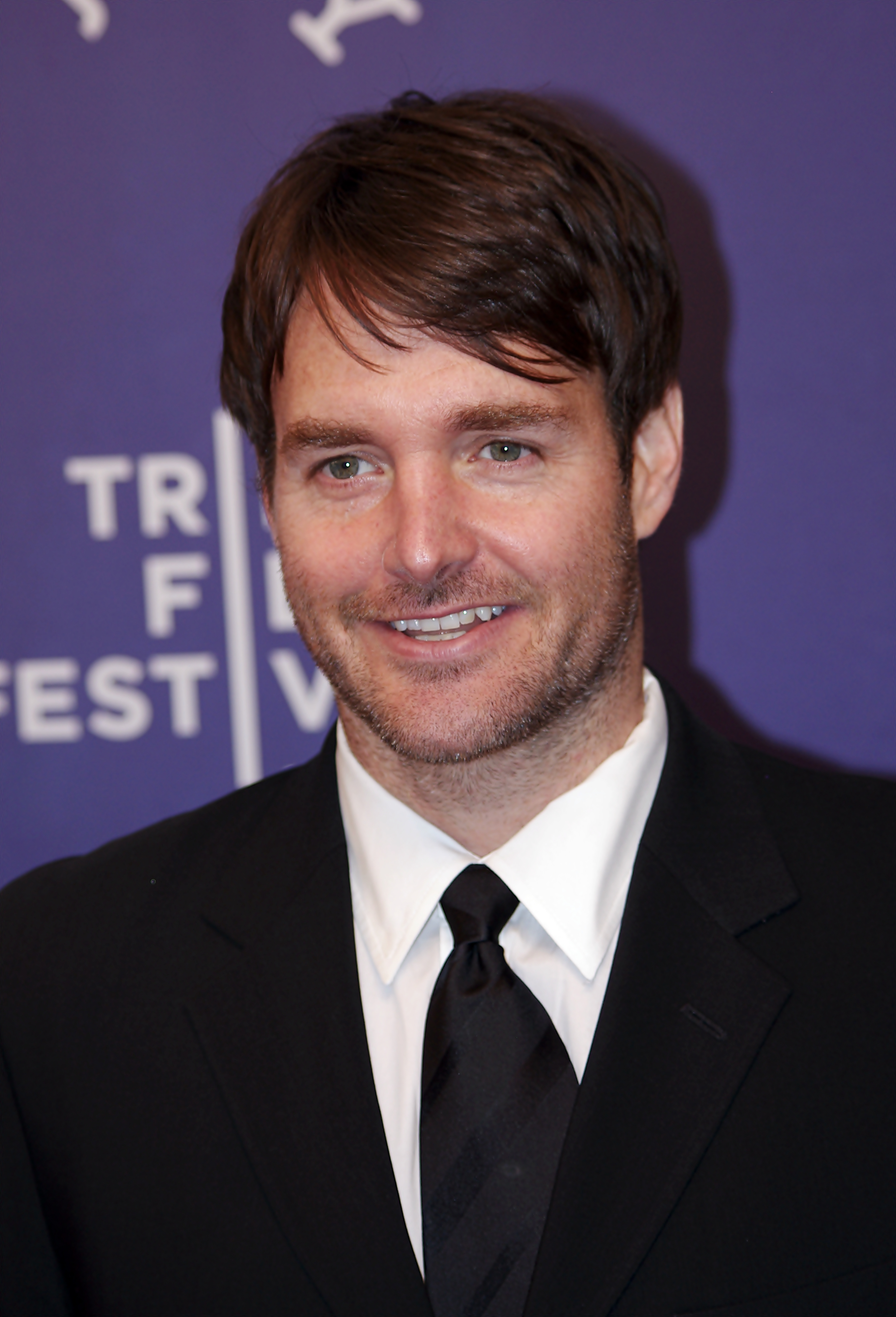
"Meet the Woggels!" marcou a nona participação de Will Forte em 30 Rock.

"Meet the Woggels!" é o décimo sétimo episódio da sexta temporada de 30 Rock. Teve o seu argumento escrito pelo co-produtor executivo Ron Weiner e foi realizado por Linda Mendoza, marcando assim o décimo primeiro escrito por Weiner, com "Today You Are a Man" sendo o seu último trabalho, e o primeiro de Mendoza.
O enredo do episódio, assim como o título, foi baseado em Meet the Beatles! (1964), álbum do grupo britânico masculino The Beatles, enquanto a banda infantil The Woggels foi uma referência à banda infantil australiana The Wiggles. Formada em 1991 na cidade de Sydney, tal como The Woggels em 30 Rock, The Wiggles usam camisetas coloridas estridentes, tocam instrumentos e cantam canções com mensagem educacionais e sobre inclusão a crianças. Porém, The Woggels foram considerados uma paródia racista, como o grupo celebra o orgulho Woggel ao longo do episódio e, na Austrália, "woggel" significa branco.
Enquanto comenta sobre o término de bandas por causa de uma única pessoa em uma cena do episódio, Jenna faz menção a Lance Drake Mandrell e Wilson Phillips. No episódio "Kidnapped by Danger", transmitido algumas semanas antes de "Meet the Woggels!", Mandrell, representado por William Baldwin, foi o actor que interpretou Jack no filme televisivo sobre o rapto da personagem Avery Jessup pelo governo norte-coreano. William Baldwin é, na vida real, irmão mais novo de Alec Baldwin, intérprete de Jack em 30 Rock, e casado com a cantora Chynna Phillips, integrante da banda Wilson Phillips.
Will Forte, actor e comediante que já integrou o elenco do programa de televisão humorístico Saturday Night Live, fez uma participação em "Meet the Woggels!" como a personagem Paul L'astname, namorado de Jenna Maroney. Assim, fez a sua nona participação no seriado e a sua oitava como esta personagem, além da primeira desde "The Tuxedo Begins". Vários outros membros do elenco do SNL já fizeram uma participação em 30 Rock, incluindo Rachel Dratch, Jason Sudeikis, Molly Shannon, Siobhan Fallon Hogan, Andy Samberg, Chris Parnell, Fred Armisen, Kristen Wiig, Horatio Sanz, e Jan Hooks. Ambos Tina Fey e Tracy Morgan fizeram parte do elenco principal do SNL, com Fey sendo a argumentista-chefe do programa entre 1999 e 2006. O actor Alec Baldwin também apresentou o Saturday Night Live por dezassete vezes, o maior número de episódios por qualquer personalidade.

## Enredo
Jack Donaghy (interpretado por Alec Baldwin) fica muito animado pela longa aguardada inauguração da sua fábrica de sofás. Conquanto, o médico da sua mãe, Colleen Donaghy (Elaine Stritch) liga-o durante a cerimónia para informá-lo sobre a hospitalização dela em Nova Iorque enquanto se recuperava de uma cirurgia ao coração. Então, Jack convence-a a ficar consigo no seu apartamento na cidade, parcialmente porque ela foi rejeitada em todos os outros locais de alojamento. Liz diz a Jack que ele e a sua mãe precisam conversar e expressar os seus sentimentos um pelo outro, mas este recusa-se, levando Liz a tentar persuadir a mãe a iniciar a conversa, porém, esta também descarta a possibilidade. Passado um tempo, Jack e Colleen finalmente conversam, com esta última pedindo desculpas pelo mal que causou ao filho que, por sua vez, credita todo o seu sucesso a ela.
Entretanto, Tracy Jordan (Tracy Jordan) fica desapontado pelo facto do seu filho George Foreman (Dante E. Clark) ter sido admitido na Universidade de Stanford, então, na tentativa de evitar que o filho se transforme em um cromo, Tracy tenta conectar-se emocionalmente ao filho através de actividades como usar pauzinhos para comer comida de plástico do corpo de uma mulher, despejar dinheiro em Liz, e exibindo as suas barrigas no meio da transmissão de um episódio de The Rachel Maddow Show. Porém, se apercebendo que deve apoiar os desejos de George, Tracy acaba por encorajá-lo a matricular-se na universidade e despede-se dele, embora este apenas irá ao campus dentro de cinco meses.
Não obstante, como parte da sua aventura de exploração sexual distante do seu namorado, Jenna Maroney (Jane Krakowski) decide namorar um membro de uma banda infantil popular chamada The Woggels apenas para que a possa desmembrar, tal como Yoko Ono fez com os The Beatles, supostamente. Após múltiplas aventuras e eventos com Russ (Clarke Thorell), o seu namorado na banda, Jenna se apercebe que afinal de contas está apenas apaixonada pelo seu verdadeiro namorado Paul L'astnamé (Will Forte), pelo que vai ao seu apartamento e descobre-o fantasiado de uma outra mulher e prestes a se envolver um ménage à trois com Couchy, a mascote da Kabletown.

## Transmissão e repercussão

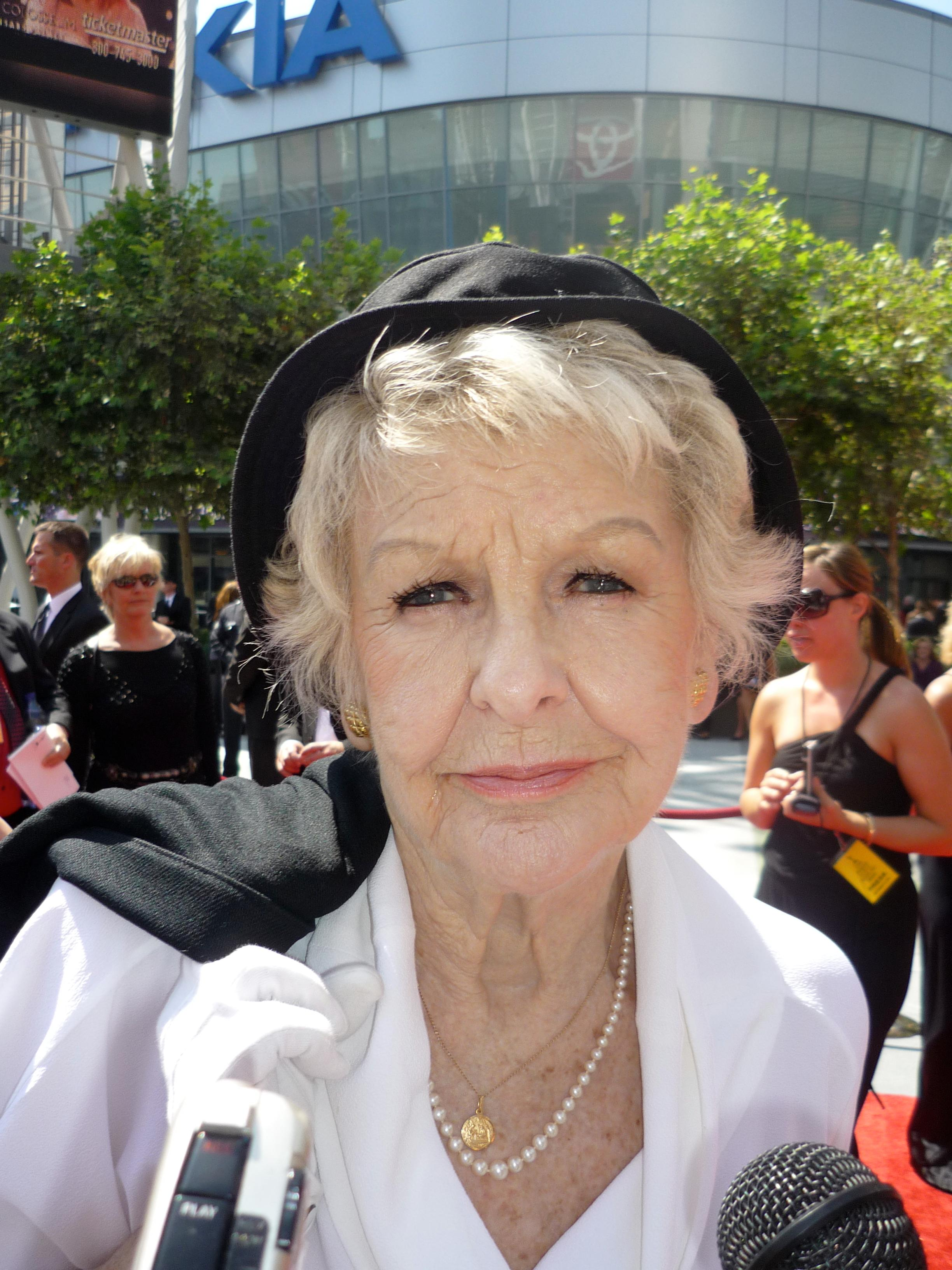
A participação de Elaine Stritch deixou os críticos de televisão divididos.

Nos Estados Unidos, "Meet the Woggels!" foi transmitido através da NBC na noite de 12 de Abril de 2012 como o 120.° episódio de 30 Rock. De acordo com as estatísticas publicadas pelo sistema de mediação de audiências Nielsen Ratings, foi assistido em uma média de 2,98 milhões de agregados familiares durante a sua transmissão original norte-americana. Recebeu também a classificação de 1,4 e quatro de share no perfil demográfico dos telespectadores entre os dezoito aos 49 anos de idade, o que significa que ele foi visto por 1,4 por cento de todas as pessoas dos 18 aos 49 anos de idade, e por quatro por cento de todas as pessoas dos dezoito aos 49 anos de idade dentre as que estavam a assistir à televisão no momento da transmissão. Em relação ao episódio transmitido na semana anterior, "Nothing Left to Lose", este registou um aumento de sete por cento em número de telespectadores, e de dezassete por cento no perfil demográfico dos telespectadores entre os dezoito aos 49 anos de idade. No perfil demográfico dos telespectadores masculinos entre os dezoito aos 34 anos de idade, dentre todos os outros programas transmitidos naquele horário em outros canais de televisão naquela noite de quinta-feira, "Meet the Woggels!" ficou em segundo lugar, competindo com programas como American Idol da Fox, Rules of Engagement da CBS, e Missing da ABC.
| Críticas profissionais | Críticas profissionais |
| Avaliações da crítica  | Avaliações da crítica  |
| Fonte                  | Avaliação              |
| ---------------------- | ---------------------- |
| Alan Sepinwall         | (mista)                |
| The A.V. Club          | B+                     |
| HLN                    | (positiva)             |
| Vulture                | "sólido"               |

Nathan Rabin, para o jornal de entretenimento The A.V. Club, afirmou que "eu sei que reclamei repetidamente sobre 30 Rock ter-se tornado uma máquina de piadas mecânica, mas 'Meet The Woggels!' é felizmente um episódio com um coração leve e mole a bater por baixo de algumas puadas bem inteligentes..." Além disso, achou que embora o episódio não tenha sido um "festival de risadas", "teve uma componente emocional que o faz muito mais do que o montante das suas piadas. É um lembrete doce e engraçado do motivo pelo qual amei tanto 30 Rock ao longo dos cinco anos que se passaram." Mary Cella, para o portal HLN, elogiou o desempenho "formidável" da actriz convidada Elaine Stritch e comparou o relacionamento da sua personagem Colleen Donaghy com o filho Jack ao das personagens Buster Bluth (Tony Hale) e Lucille Bluth (Jessica Walter) do seriado Arrested Development.
Todavia, o crítico sénior Alan Sepinwall expressou desgosto pela participação de Stritch, assim como o enredo que envolve Tracy. Não obstante, "eu fiquei maravilhado por The Woggels, apesar de todas as cenas terem sido paródia elementar. (o ângulo da supremacia branca, e depois a canção surreal, foram os únicos momentos nos quais senti que um pensamento profundo foi feito)." Esta opinião foi também expressada por Izzy Grinspan na sua análise para o portal nova-iorquino Vulture, na qual comentou que embora "sólido" e muito próximo de "íntegro", algumas das cenas de Jack e a sua mãe foram um pouco "insípidas" e "exageradas". Entretanto, comentou que a trama sobre os The Woggels foi "lidada com repressão admirável. As piadas sobre o poder branco funcionaram por terem sido relativamente subtis, pelo menos até ao fim."